# Ascendance (géologie)
Pour les articles homonymes, voir Ascendance.
 (avril 2018).
Si vous disposez d'ouvrages ou d'articles de référence ou si vous connaissez des sites web de qualité traitant du thème abordé ici, merci de compléter l'article en donnant les références utiles à sa vérifiabilité et en les liant à la section « Notes et références ».
En géologie, l’ascendance est le déplacement, thermodynamique ou mécanique, du sol vers un niveau plus élevé. On parle également de soulèvement lorsque ce mouvement est d’origine tectonique.